# Zabelkov
Zabelkov nebo Zábělkov (polsky Zabełków, německy Zabelkau, v letech 1936–1945 Schurgersdorf) je vesnice v jižním Polsku ve Slezském vojvodství v okrese Ratiboř ve gmině Křižanovice. Leží na říčce Bečva (Bełk) poblíž soutoku Odry a Olše na historickém území Horního Slezska zhruba 10 km severovýchodně od Ostravy. Svou zástavbou plynule navazuje na severní část obce Chałupki a východní část Rudyšvaldu. V roce 2015 žilo v obci 857 obyvatel. Zabelkovem protéká potok Bečva (polsky Bełk).

## Dějiny
První písemná zmínka o Zabelkově (Sabulkow) pochází z roku 1373. Vesnice byla součástí bohumínského panství a sdílela osudy Ratibořského knížectví, s nímž patřila od roku 1327 k českým zemím.
Na základě Berlínského míru z roku 1742 došlo k rozdělení panství: zatímco historické jádro Bohumína zůstalo v hranicích Habsburské monarchie, Zabelkov byl stejně jako levobřežní část Bohumína i se zámkem (dnešní Chałupki) připojen k Prusku. Na území pruského či německého státu se pak nacházel až do konce druhé světové války, poté byl přičleněn k Polsku.

## Turistika
Západní hranici Zabelkova tvoří Hraniční meandry Odry, podél břehu vede naučná stezka. Oblíbeným výletním cílem na území obce je Vyhlídková věž na meandrech. U mostu přes Odru se nachází výstupní/nástupní místo pro vodáky, kteří sjíždějí Odru nebo Olši (viz Vodácký úsek Starý Bohumín – Zabełków). Prochází tudy mezinárodní cyklostezka EuroVelo č. 4 (Středoevropská trasa).
Velké oblibě i mezi českými zákazníky se těší zabelkovské tržiště v ulici Nowa. Od roku 2008 se v obci každoročně v létě koná Sraz historických vozidel (Zlot Pojazdów Zabytkowych).
Historickou památkou je katolický kostel svaté Hedviky postavený v letech 1936–1937, starší dřevěný kostel vyhořel v roce 1976.

Vyhlídková věž na meandrech
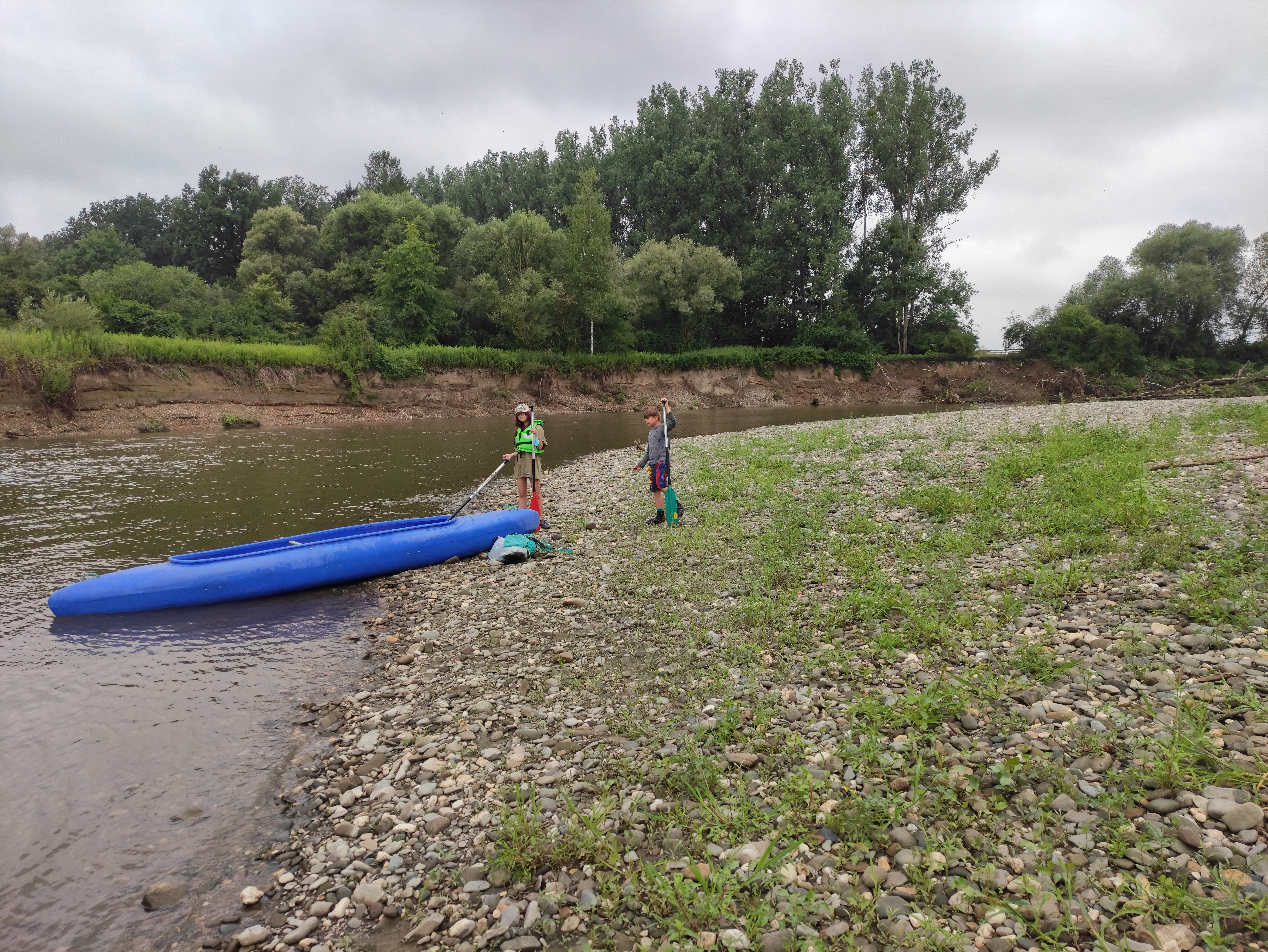
Vodáci
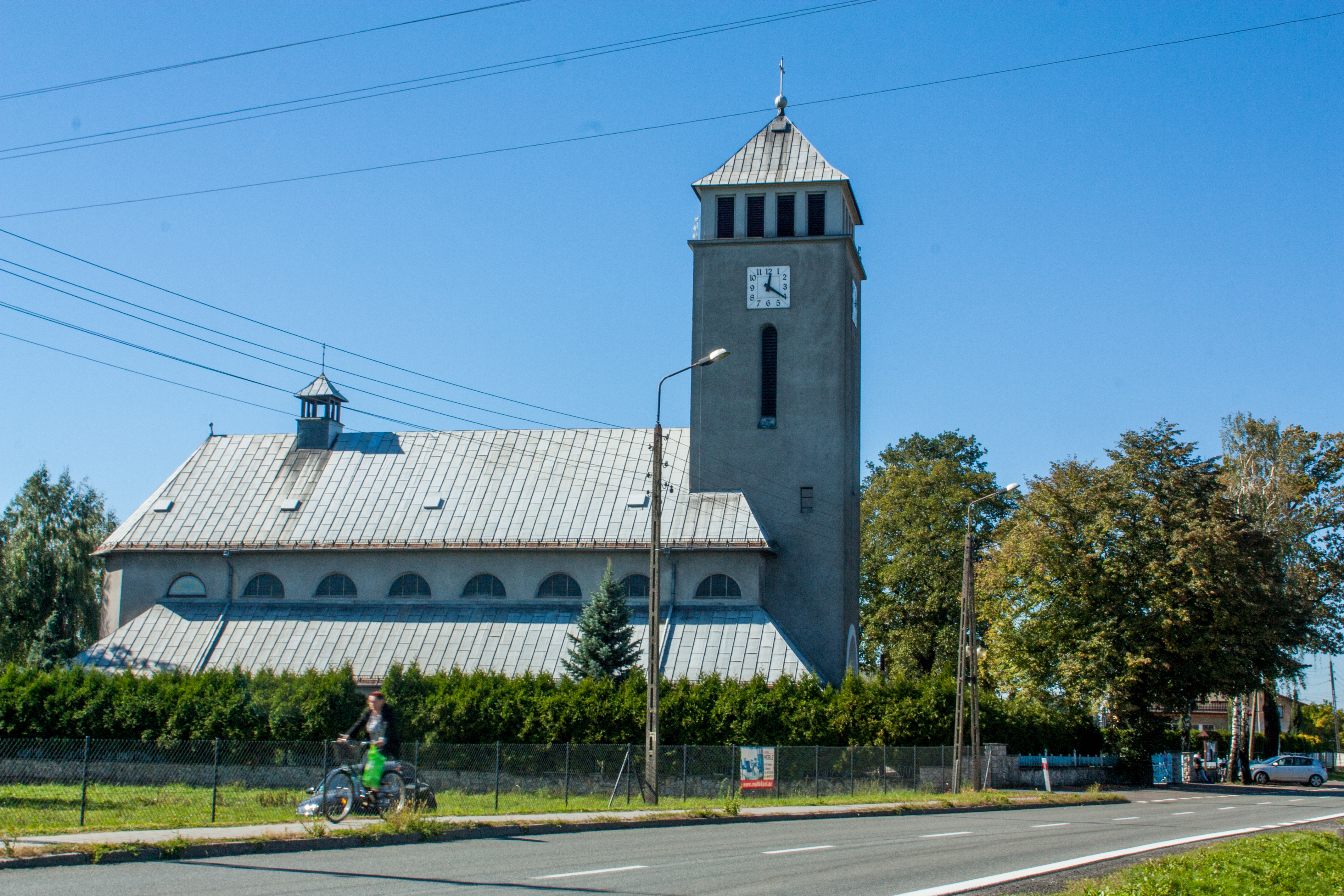
Kostel svaté Hedviky
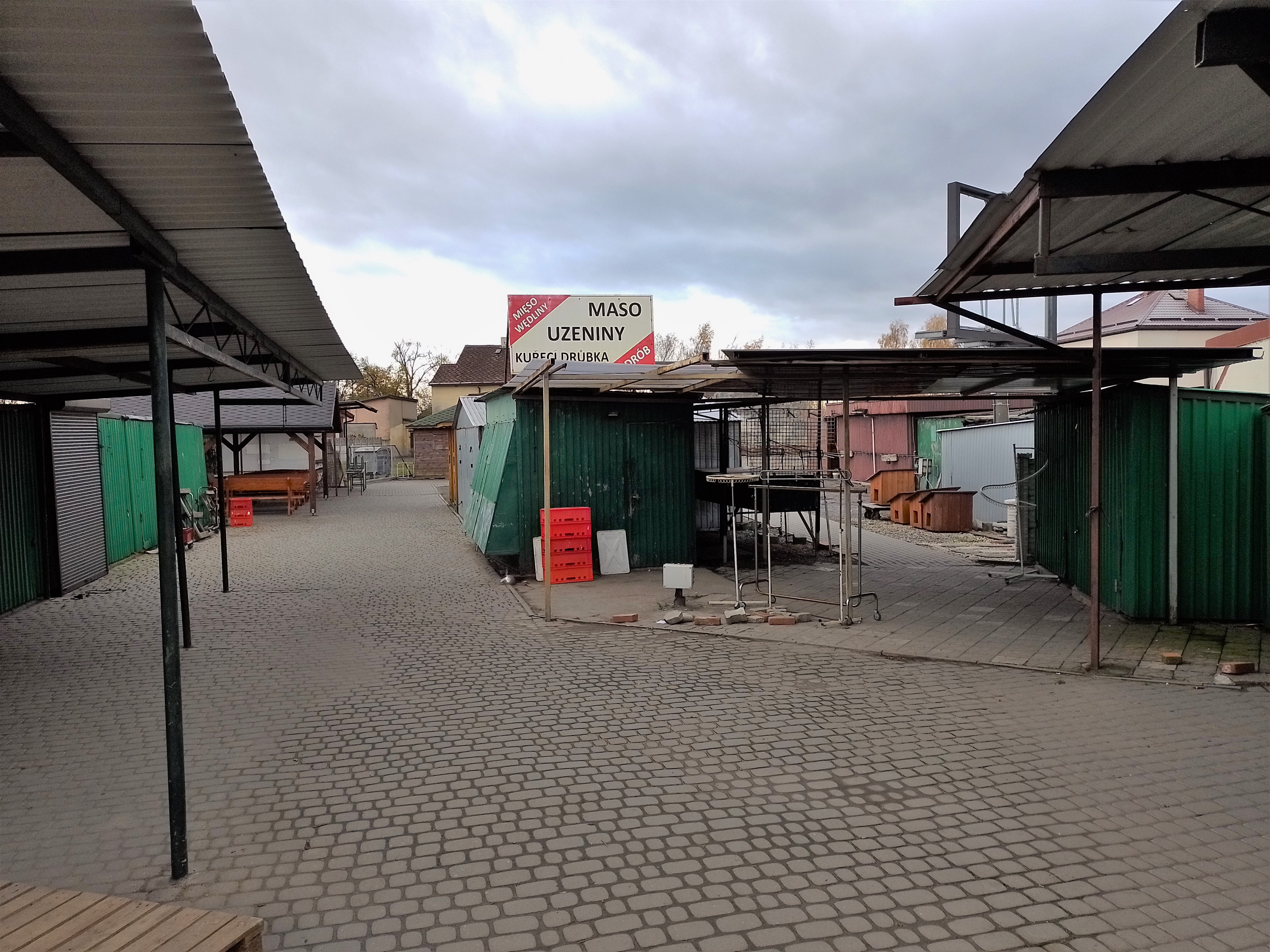
Tržiště

## Doprava
Zabelkovem prochází národní silnice (droga krajowa) č. 78 spojující hraniční přechod Chałupki/Bohumín s Rybnikem, katovickou konurbací a polským vnitrozemím (pokračování české silnice I/67), začíná zde také národní silnice č. 45 ve směru Ratiboř, Opolí.
Na železniční síť je vesnice napojena prostřednictvím zastávky Rudyszwałd, která se nachází na pomezí Rudyšvaldu a Zabelkova, obsluhují ji osobní vlaky společnosti Koleje Śląskie (Slezské dráhy) ve směru Bohumín, Katovice, Ratiboř a další.
Regionální autobusovou dopravu zajišťuje dopravní podnik PKS Racibórz, přeshraniční linky nejsou provozovány.

## Rodáci

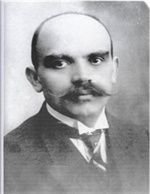
Józef Rymer

- Józef Rymer (1882–1922), polský národní aktivista a první vojvoda autonomního Slezského vojvodství